# Bob Hilliard
Bob Hilliard, geboren als Hilliard Goldsmith, (New York, 28 januari 1918 - Hollywood, 1 februari 1971) was een Amerikaanse tekstschrijver.

## Carrière
Na afsluiting van de highschool begon Hilliard te werken als tekstschrijver bij Tin Pan Alley. Op 28-jarige leeftijd had hij zijn eerste succes met The Coffee Song. Tijdens zijn jaren op Broadway schreef Hilliard succesvolle teksten voor Angel in the Wings (1947) en Hazel Flagg (1953). Hij werkte ook als tekstschrijver van de filmmuziek voor Alice in Wonderland. Deze bevatte de woorden voor de themasong I'm Late en de ongebruikte Cheshire Cat-song I'm Odd. De comedyfilm Living It Up (1954) bevat zijn songs Money Burns a Hole in My Pocket en That's What I Like.
Hilliard had later succes als co-componist van de klassieker Our Day Will Come (1960), die in 1963 een nummer 1-hit werd in de Billboard Hot 100 voor Ruby & the Romantics. In 1968 schreef hij ook samen met Robert Mersey You Make Me Think About You, de instrumentale versie die werd opgenomen in de laatste film van Doris Day, With Six You Get Eggroll, maar Doris Day zong niet de gezongen versie. Deze versie werd gezongen door Johnny Mathis. Mathis single werd uitgebracht door Columbia Records. De single bereikte de 35e plaats in de Bilboard Easy Listening Chart.
Hilliard werkte als tekstschrijver en componist samen met een aantal componisten en tekstschrijvers, waaronder Burt Bacharach, Carl Sigman, Jule Styne, Mort Garson, Sammy Mysels, Dick Sanford, Milton DeLugg, Philip Springer, Lee Pockriss en Sammy Fain.

## Overlijden
Bob Hilliard was getrouwd met Jaqueline Dalya. Hij  overleed in 1971 op 53-jarige leeftijd aan de gevolgen van een hartinfarct in zijn huis in Hollywood. 

## Onderscheidingen
Bob Hilliard werd in 1983 postuum opgenomen in de Songwriters Hall of Fame.

## Discografie
Vanaf midden jaren 1940 tot de vroege jaren 1960:
|  | - Alice in Wonderland - Any Day Now - A Poor Man's Roses (Or a Rich Man's Gold) - A Strawberry Moon - Au Revoir is Goodbye with a Smile - The Autumn Waltz - A Very Merry Unbirthday to You - Be My Life's Companion - The Big Brass Band from Brazil - Bouquet of Roses - Careless Hands - Civilization" aka "Bongo, Bongo, Bongo - The Coffee Song - Dear Hearts and Gentle People |  | - Dearie - Don't Ever Be Afraid to Go Home - Don't You Believe It - Every Street's a Boulevard in Old New York - Feet of Clay - From the Candy Store on the Corner to the Chapel on the Hill - How Do You Speak To An Angel? - I'm Late - In the Wee Small Hours of the Morning - Mention My Name In Sheboygan - Mexican Divorce - Money Burns a Hole in My Pocket - Moonlight Gambler - My Little Corner of the World |  | - No Well On Earth - Our Day Will Come - Please Stay - Red Silk Stockings and Green Perfume - Seven Little Girls (Sitting in the Back Seat) - Stay With the Happy People - That's What I Like - The Thousand Islands Song - Tower of Strength - Very Good Advice - Wanted Man - (Why Did I Tell You I Was Going To) Shanghai - You Make Me Think About You - You're Following Me |

- Biblioteca Nacional de España: XX897406
- Bibliothèque nationale de France: cb13798769g (data)
- Gemeinsame Normdatei: 134906195
- International Standard Name Identifier: 0000 0001 2031 8612
- Library of Congress Control Number: nr93016869
- MusicBrainz: 6313f1d3-0594-4b6e-ac16-c4bc2637e24d
- Nationale Bibliotheek van Tsjechië: mzk2011634052
- Nationale Bibliotheek van Israël: 987007335070605171
- Nederlandse Thesaurus van Auteursnamen: 397693230
- SNAC: w69p488x
- Système universitaire de documentation: 250686813
- Virtual International Authority File: 102370104
- WorldCat: E39PBJgxkDDf9qdYvW4b4Y8V4q